# زبان‌گاوی غنایی
زبان‌گاوی غنایی (نام علمی: Cynoglossus cadenati) نام یک گونه از سرده کفشک زبان‌گاوی است.